# Яруцкий, Лев Давыдович
Лев Давидович Яруцкий (16 ноября 1931, Вертюжаны Сорокского уезда, Бессарабия, Румыния — 13 ноября 2002, Мариуполь, Украина) — украинский советский краевед, внештатный корреспондент газеты «Приазовский рабочий», преподаватель литературы и заведующий подготовительным отделением Мариупольского индустриального техникума. Почётный гражданин Мариуполя.

## Биография
Лев Давидович Яруцкий родился в 1931 году в местечке Вертюжаны, в семье портного. С 1941 по 1945 год находился в эвакуации в Самарканде (Узбекистан). В 1954 году окончил историко-филологический факультет Кишинёвского университета. Будучи студентом начал печататься в республиканских газетах «Советская Молдавия», «Молдова сочиалистэ», «Тинеримя Молдовей» (Молодёжь Молдавии). Работал учителем.
С 1959 года проживал в Мариуполе. Преподавал и занимался краеведческой деятельностью. Первая краеведческая статья «Пушкин в Приазовье» вышла в 1962 году. Написал более десятка книг. Печатался в сборниках, в том числе в «Книге о Донбассе». Принимал участие в создании Российской Еврейской энциклопедии (Москва-Иерусалим), является автором статей о Феликсе Кривине, Леониде Лиходееве, Борисе Слуцком, Якове Гугеле, Льве Зиньковском-Задове, Я. А. Шнеерове. Написал о мемориале «Менора».
Лауреат Донецкой областной литературной премии 1992 года. Удостоен донецкой областной награды «Золотой Скиф» за книгу «Архип Иванович Куинджи».
20 июня 1989 года Яруцкому было присвоено звание Почётного гражданина города Мариуполя («за большую работу по пропаганде истории Мариуполя, вклад в дело воспитания молодежи»).